# Mika Lintilä
Mika Tapani Lintilä, född 15 april 1966 i Toholampi, är en finländsk politiker (Centern). Lintilä är ledamot av Finlands riksdag sedan 1999 och Finlands näringsminister sedan december 2019, vilket han även var från 2016 till juni 2019. Lintilä var Finlands finansminister juni–december 2019. Han har arbetat som ekonomichef och är förvaltningskandidat till utbildningen.
Lintilä omvaldes i riksdagsvalet 2015 med 5 243 röster från Vasa valkrets.

## Utmärkelser
- Riddartecknet av I klass av Finlands Lejons orden,  6 december 2007[4]
- Kommendörstecknet av Finlands Vita Ros’ orden,  6 december 2019[4]
- Krigsinvalidernas förtjänstkors[5]

[Redigera Wikidata]